# Melchor de Santiago Concha y Errazquin
Melchor José de Santiago Concha y Errazquin, (Lima, 12 de enero de 1716-18 de diciembre de 1795) fue un magistrado y noble criollo, funcionario colonial en el Virreinato del Perú.

## Biografía
Sus padres fueron el limeño José de Santiago Concha y Méndez de Salvatierra Ier Marqués de Casa Concha y la dama tarijeña Inés de Errazquin y Torres. Inició sus estudios en el Colegio Real de San Martín (1730) y los continuó en la Universidad de San Marcos, donde obtuvo el grado de Doctor en Leyes y Cánones, recibiéndose luego como abogado ante la Real Audiencia de Lima.
Formó el regimiento de tropas pagadas con el grado de Capitán (1740). Nombrado oidor de la Real Audiencia de Charcas (1745), pasó posteriormente a la de Chile (1758). Trasladado como alcalde del crimen a la Real Audiencia de Lima (1777), tomó posesión de su cargo al año siguiente. Pronto sería promovido a oidor de dicho tribunal indiano (1779). En atención a su edad, se le otorgó la gracia de asistir al acuerdo cuando quisiere (1793) y al año siguiente obtuvo su jubilación. Ejerció además los cargos de vocal de la Junta Superior de Real Hacienda y Superintendente de las Cajas Reales de Potosí

## Matrimonio y descendencia
Casado en La Plata en 1759 con la chuquisaqueña Constanza Jiménez de Lobatón y Costilla, hija de Nicolás Jiménez de Lobatón y Azaña, I Marqués de Rocafuerte, con la cual tuvo a:
- Joseph María Melchor Ignacio, casado con su sobrina María Josefa de la Cerda y Santiago-Concha, con sucesión.
- Nicolasa, casada con José Nicolás de la Cerda y Sánchez de la Barreda, con sucesión.